# Ferrovia Harbin-Dalian
La ferrovia Harbin – Dalian è una linea ad alta velocità che collega le città cinesi nordorientali di Harbin e Dalian. È lunga 904 km.

## Storia
I lavori di costruzione sono iniziati il 23 agosto 2007. L'inaugurazione della linea è avvenuta nel 2012. Il costo complessivo dell'opera ammonta a 92.3 miliardi di renminbi cinesi.

## Caratteristiche
La linea è una ferrovia a doppio binario a scartamento ordinario da 1435 mm.